# Astrapotèrids
Els astrapotèrids (Astrapotheriidae) són una família extinta de mamífers de l'ordre dels astrapoteris. Els representants d'aquest grup visqueren a Sud-amèrica entre l'Eocè i el Miocè. Eren els mamífers més grossos i especialitzats del Terciari de Sud-amèrica. A banda d'alguns gèneres que encara són de posició incerta, els astrapotèrids se subdivideixen en dues subfamílies: els astrapoterins i els uruguaiterins.